# Mongashti Amirian
Mongashti Amirian, noto anche con lo pseudonimo di Amiri Mangashti (in persiano منگشتی امیریان ‎; Haftgel, 3 febbraio 1936 – 29 aprile 2021), è stato un sollevatore iraniano campione asiatico nel 1965, che ha gareggiato nelle categorie dei pesi massimi leggeri e pesi mediomassimi.

## Carriera
Partecipò ai Giochi olimpici di Roma nel 1960, nella categoria dei pesi massimi leggeri, dove si classificò al decimo posto.
Ai campionati mondiali di Teheran del 1965 si piazzò al nono posto nella categoria dei pesi mediomassimi, vincendo la medaglia d'oro per il campionato asiatico nella medesima manifestazione.